# Aegiphila lhotzkiana
Aegiphila lhotskiana là một loài thực vật có hoa trong họ Hoa môi. Loài này được Cham. mô tả khoa học đầu tiên năm 1832.

## Hình ảnh

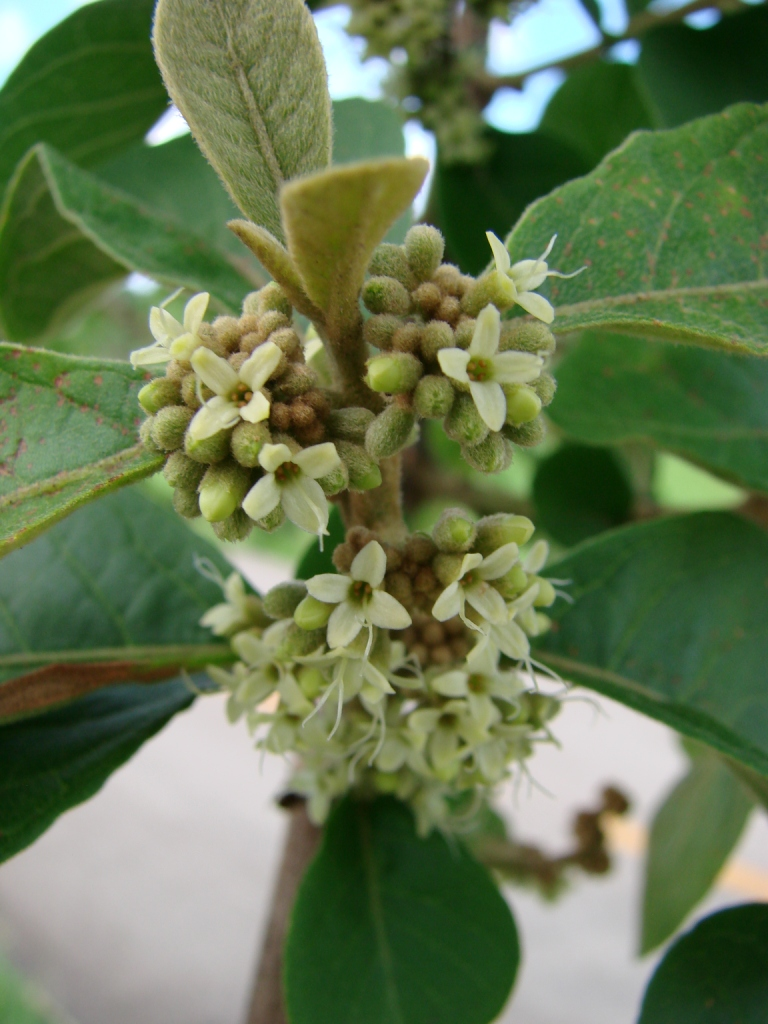